# 욕망의 그래프

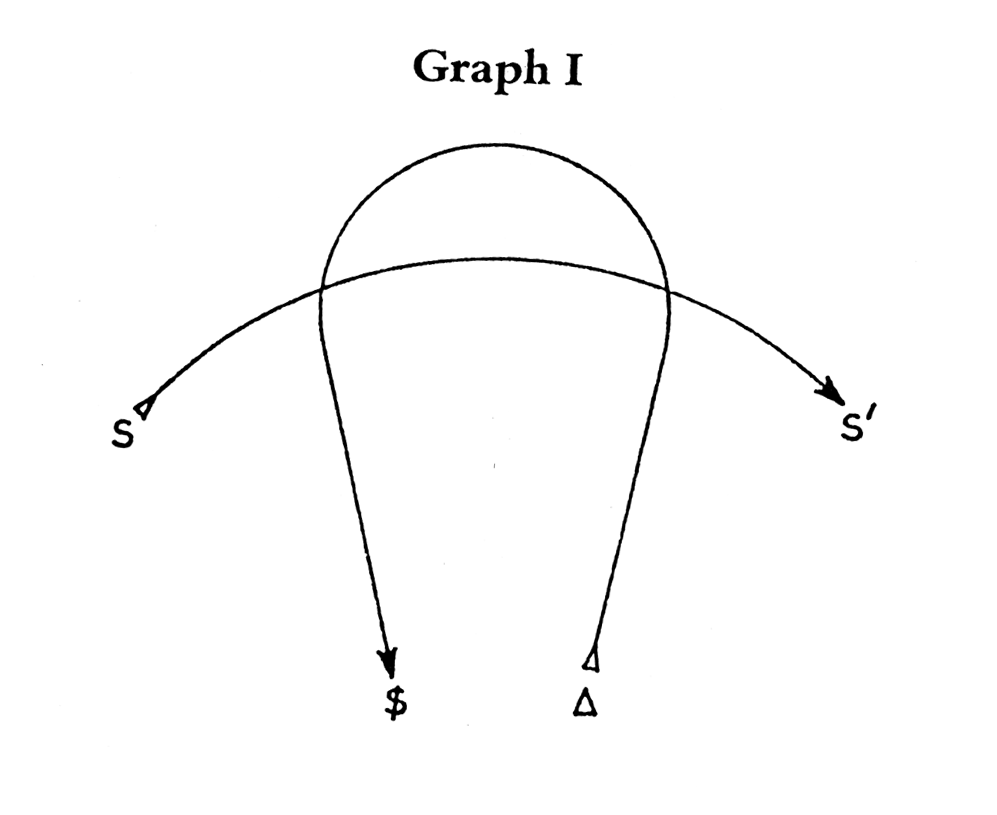
라캉의 에세이 "프로이트적 무의식에서 주체의 전복과 욕망의 변증법"에 게재된 욕망 그래프의 가장 기본적인 부분이다.

욕망의 그래프(Graph of desire, 프랑스어: graphe du désir)는 라캉주의의 개념적 도구이다.

## 역사
라캉은 무의식의 구조와 경험적, 정신적 현실과의 접촉점을 표현하기 위해 수많은 준수학적 도표를 고안했다. 그는 정신이 "이중 각인"(의식적인 동기와 무의식적 동기의 궁극적인 불가분성으로 정의될 수 있음)을 구현하는 것으로 생각하는 프로이트의 관점을 표현하기 위해 위상수학 분야의 수치를 적용했다.